# Волкова, Наталия Геннадьевна
Наталия Геннадьевна Волкова (род. 16 августа 1977) — российская детская писательница.

## Биография
Окончила факультет иностранных языков Московского педагогического государственного университета, получив специальность преподавателя иностранных языков. Работала там же на кафедре лексики английского языка, закончила аспирантуру.
Наталия Волкова работала в московской библиотеке семейного чтения им. Н. Ф. Погодина и в развивающем центре. Занимается с детьми и подростками литературным творчеством, английским языком. Является также редактором журнала о детской литературе «Переплёт». Вместе с Алексеем Олейниковым ведёт «ЛитТучку» — ток-шоу на видеоканале ЦБС САО с участием писателей, редакторов, руководителей издательств, профессиональный книжный навигатор для читающих детей и взрослых.
К моменту рождения двух сыновей Наталией Волковой уже были написаны детские стихи и сказки. Сначала она выкладывала их в Интернет, затем молодую писательницу заметили и опубликовали в журнале «Кукумбер» (март 2009).
Далее молодой автор отправила свои работы на разнообразные литературные конкурсы. Участвовала в VI и VII семинарах молодых писателей России, пишущих для детей (2009, 2010), в IX форуме молодых писателей под руководством В. М. Воскобойникова и Э. Н. Успенского (2009), в фестивале «Молодые писатели вокруг Детгиза» (2009). С 2011 года постоянная участница фестиваля детской литературы имени Корнея Чуковского.
Своими учителями считает М. Я. Бородицкую, В. М. Воскобойникова, С. А. Махотина, Э. Н. Успенского, М. Д. Яснова.
Наталия Волкова пишет стихи для детей, построенные на игре слов, художественную прозу для детей и подростков. Интересны её познавательные книги, некоторые из них написаны в соавторстве с мужем — Василием Волковым — об истории Москвы.
Один из трёх авторов спектакля «Стиховаренье» благотворительного фонда «Галчонок». Поэтической основой постановки стали стихи современных детских поэтов Марии Рупасовой, Наталии Волковой и Анастасии Орловой.
Несколько книг автора проиллюстрировала Диана Лапшина, с творчеством которой Наталия Волкова тоже познакомилась в Интернете, а затем и подружилась с художником. Диана вначале сделала иллюстрации к трём её стихотворениям, а издатель согласился их напечатать. Так возник творческий тандем писательницы и художника-иллюстратора.
Участница Открытого российского фестиваля анимационного кино в Суздале, по стихотворению Наталии Волковой снят мультфильм «Бегемот и компот» (Союзмультфильм, 2015).
Недавно на бенгальский язык была переведена книга Наталии Волковой «Разноцветный снег».

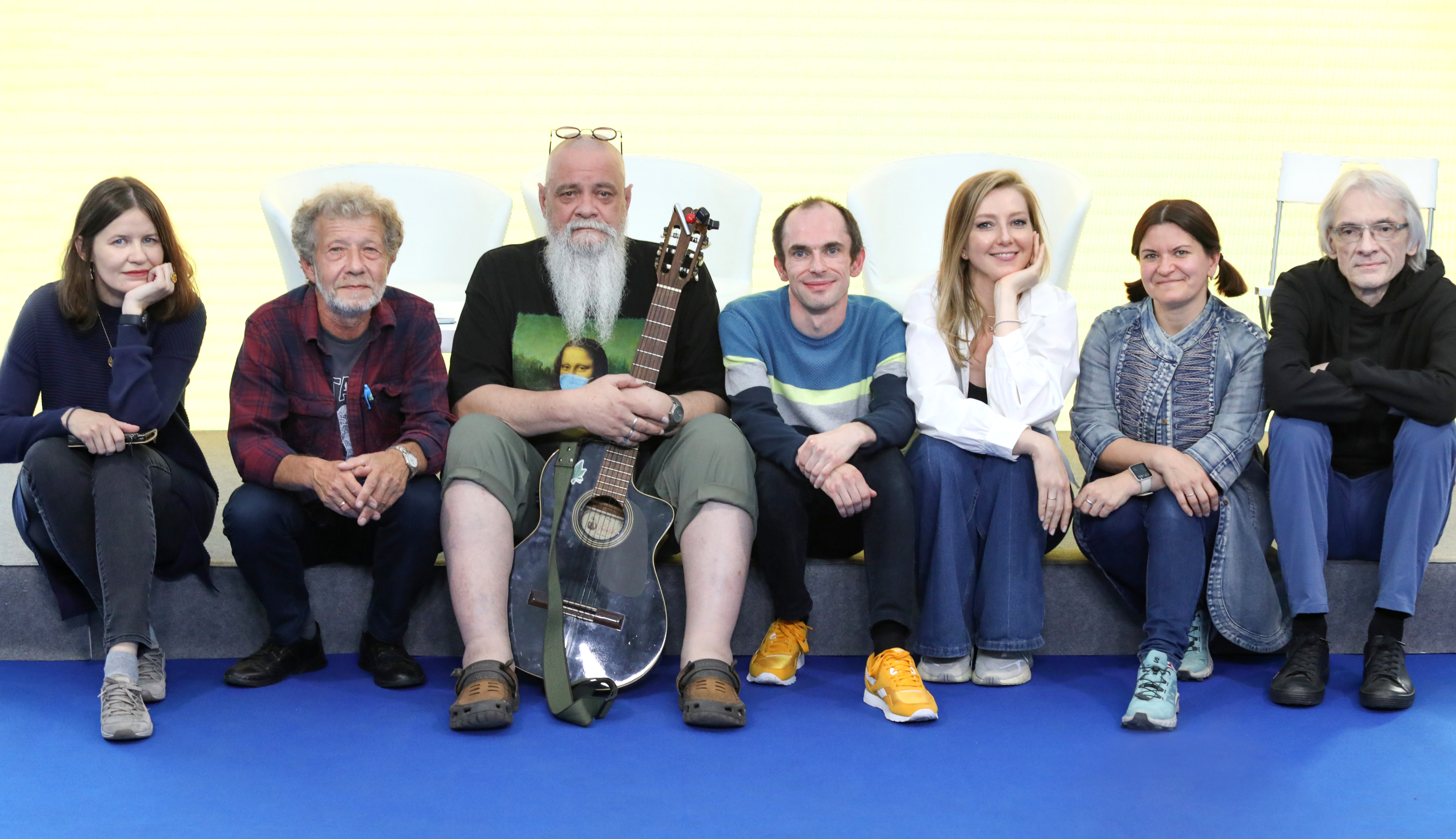
Галина Дядина, Андрей Усачёв, Александр Пинегин, Алексей Зайцев, Анастасия Орлова, Наталия Волкова, Михаил Есеновский на первой Московской международной детской книжной ярмарке

- Волкова, Н. День открытых дверей : [стихи : для старшего дошкольного и младшего школьного возраста] / Наталия Волкова; худож. Д. Лапшина. — Москва : Фома, 2010. — 24 с. : ил. — (Настя и Никита : детская литературная серия : приложение к журналу «Фома»; вып. 24).
- Волкова, Н. У меня есть тайный остров : [стихи] / Наталия Волкова; ил. Д. Лапшиной. — Москва : Априори-пресс : Премьера, 2010. — 75 с. : ил. — (Коллекция «Pionerские сказки» ; 2).
- Волкова, Н. Дреби-Дон / Наталия Волкова; худож. Диана Лапшина. — Москва : Фома, 2011. — 24 с. : ил. — (Настя и Никита : приложение к журналу «Фома»; вып. 46).
- Волкова, Н. Картина в папиной мастерской / Наталия Волкова; худож. Диана Лапшина. — Москва : Фома, 2011. — 24 с. : ил. — (Настя и Никита : приложение к журналу «Фома»; вып. 63).
- Волкова, Н. На белом листочке : стихи / Наталия Волкова; [ил. Н. Салиенко]. — Москва : АСТ, 2012. — 175 с. : ил. — (Лауреаты III Международного конкурса имени Сергея Михалкова).
- Волкова, Н. О чём молчат башни Кремля? / Наталия и Василий Волковы; худож. Н. Кондратова. — Москва : Фома, 2012. — 24 с. : ил. — (Настя и Никита. Путешествия : приложение к журналу «Фома»; вып. 72).
- Волкова, Н. Мы с морем дружили / Наталия Волкова; худож. Диана Лапшина. — Москва : Фома, 2012. — [23] с. : ил. — (Настя и Никита : приложение к журналу «Фома»; вып. 75).
- Волкова, Н. Метро. Подземный город / Наталия и Василий Волковы; худож. Наталия Кондратова. — Москва : Фома, 2012. — 24 с. : ил. — (Настя и Никита : приложение к журналу «Фома»; вып. 81).
- Волкова, Н. Большой-пребольшой / Наталия и Василий Волковы; худож. Наталия Кондратова. — Москва : Фома, 2013. — 24 с. : ил. — (Детский проект журнала Фома) (Настя и Никита; вып. 89).
- Волкова, Н. Московские высотки / Наталия и Василий Волковы; худож. Наталия Кондратова. — Москва : Фома, 2013. — 24 с. : ил. — (Настя и Никита; вып. 97) (Детский проект журнала Фома).
- Волкова, Н. Безвыходный сад / Наталия Волкова; художник Дарья Герасимова. — Москва : Фома, 2014. — 24 с. : ил. — (Настя и Никита; вып.117).
- Волкова, Н. Первоклассные стихи / Наталия Волкова, Анна Игнатова; худож. А. Ивойлова. — Москва : Фома, 2014. — [24] с. : ил. — (Настя и Никита; вып. 127).
- Волкова, Н. ВДНХ. Главная выставка страны / Наталия и Василий Волковы; художник Наталия Кондратова. — Москва : Настя и Никита, 2016. — 24 с. : ил. — (Настя и Никита; выпуск 147).
- Волкова, Н. Профессии старой России в рисунках и фотографиях / Наталия Волкова, Василий Волков; художник Елена Жуковская. — Санкт-Петербург ; Москва : Речь, 2016. — 80 с. : ил., фот.
- Волкова, Н. Азбука для мальчиков : стихи / стихи Н. Волковой. — Москва : Росмэн, 2017. — [8] с. : ил. — (Всё-всё-всё для малышей).
- Волкова, Н. Волшебник из фонаря / Наталия Волкова; худож. Мария Богданова. — Москва : Абрикобукс, 2017. — [44] с. : ил.
- Волкова, Н. Даша и дедушка / Наталия Волкова; иллюстрации Натальи Рощенко. — Москва : Клевер, 2017 (макет 2018). — 40 с. : ил. — (Библиотека Михаила Яснова) (Я читаю сам!) (Чтение. 4-7 лет).
- Волкова, Н. Как это было. Москва / Наталия и Василий Волковы; [ил. А. Цветковой]. — Москва : Клевер-Медиа-Групп, 2017. — [41] с. : ил. — (Энциклопедии-раскладушки) (Москва-870 : коллекция «Clever») (Чтение. Познание. 5+).
- Волкова, Н. Как это устроено. Москва / Наталия и Василий Волковы; [ил. А. Цветковой]. — Москва : Клевер, 2017. — [41] с. : ил. — (Энциклопедии-раскладушки) (Москва-870. коллекция «Clever») (Чтение. Познание. 5+).
- Волков, В. Московские лабиринты: самые интересные места Москвы / [В. Волков, Н. Волкова]. — Москва : Клевер, 2017. — [31] с. : ил. —(Московские лабиринты).
- Волкова, Н. Прогулки по революционной Москве: 1905—1917 : путеводитель / Наталья и Василий Волковы; худож. А. Багаева. — Москва : Пешком в историю, 2017. — [62] с. : ил., карт. — (Россия в 1917 году).
- Волкова, Н. Шарф для поезда / Наталия Волкова; иллюстрации Ольги Гребенник. — Москва : Абрикобукс, 2017. — 48 с. : ил.
- Волкова, Н. Познакомься с кабачком! : моя первая книга про овощи и фрукты / автор Наталия Волкова; художник Альбина Петрова. — Москва : Пешком в историю, 2018. — [41] с. : ил. — (Книжка-картинка).
- Волкова, Н. Разноцветный снег : [повесть] / Наталия Волкова. — Москва : КомпасГид, 2018. — 160 с.
- Волкова, Н. Чур, я вожу! / Наталья Волкова; [ил.: Н. Ёжик]. — Москва : ИД Мещерякова, 2018. — 39 с. : ил. — (Такие вот истории).
- Волкова Н. Кремль. Сердце Москвы : [для детей старшего дошкольного и младшего школьного возраста] / Наталия и Василий Волковы; художники Наталия Кондратова, Пётр Кондратов. — Москва : Настя и Никита, 2018. — 24 с. : ил. — (Книжная серия «Настя и Никита»; вып. 169).
- Волкова, Н. Как медвежонок ёлку наряжал / Наталия Волкова; ил. Марии Трущенковой. — Москва : Клевер-Медиа-Групп, 2018 (макет 2019). — [10] с. : ил. — (Новый год).
- Волкова, Н. Новый год в лесу / Наталия Волкова; ил. Марии Трущенковой. — Москва : Клевер-Медиа-Групп, 2018 (макет 2019). — [10] с. : ил. — (Новый год).
- Волкова, Н. Бородатая история : [стихи : для чтения взрослыми детям] / Наталия Волкова; [художник Д. Лапшина]. — Москва : Настя и Никита, 2019. — [19] с. : ил. — (Книжки-малышки).
- Волкова, Н. Машинята / Наталия Волкова; худож. А. Боронина. — Москва : Олма : Абрис, 2019. — [24] с. : ил. — (Книжка на сладкое).
- Волкова, Н. Песенка про суп : [для чтения взрослыми детям] / Наталия Волкова; [художник Д. Лапшина]. — Москва : Настя и Никита, 2019. — [19] с. : ил. — (Книжки-малышки).
- Волкова, Н. Тимка и улитка / Наталия Волкова; художник Дарья Григорьева. — Москва : Нигма, 2019. — 20 с. : ил. — (Я уже большой).

## Сборники
- Зимняя сказка и другие новогодние истории; [сост. Алина Дальская; худож. Н. Кондратова и др.]. — Москва : Фома, 2012. — 151 с. : ил. — (Настя и Никита).
  - Содерж.: Ангел, Сказочница Саша / Е. Калинчук ; Зимняя сказка / Е. Каретникова ; Варежка / А. Ткаченко ; Картина в папиной мастерской / Н. Волкова ; Снежный поросёнок / Ю. Базукевич ; Коврик / С. Усачёва.
- Как хорошо уметь читать! [2] : второй литературный фестиваль «Молодые писатели вокруг Детгиза», Санкт-Петербург, 11-13 ноября 2010 : [стихи, рассказы, сказки, повести для детей молодых писателей, участников фестиваля в ДЕТГИЗе] / [сост.: М. Д. Яснов, С. А. Махотин, А. Ю. Насонова]. — Санкт-Петербург : ДЕТГИЗ, 2010. — 238 с. : ил.
- Как хорошо уметь читать! : пятый литературный фестиваль «Молодые писатели вокруг Детгиза», 9-16 октября 2013, Одесса : [стихи, рассказы, повести, сказки для детей] / [сост.: М. Д. Яснов, С. А. Махотин, А. Ю. Насонова. — Санкт-Петербург : Детгиз, 2013. — 191 с. : ил.
- Когда я буду взрослым : стихи / [худож. А. Гардян и др.]. — Москва : Оникс-Лит, 2013 (макет 2014). — 47 с. : ил. — (Библиотечка детской классики).
  - Содерж., авторы: А. Кушнер, О. Бундур, Д. Герасимова, , А. Усачёв, М. Лукашкина, В. Лунин, А. Ерошин, М. Яснов, А. Игнатова, П. Синявский, И. Пивоварова, В. Берестов, Н. Волкова, Е. Павлова, М. Грозовский.
- Одним вечерним утром : лучшие стихи и рассказы современных писателей для детей / составил и представил Михаил Яснов; рисовала Светлана Шендрик. — Москва : Клевер, 2018. — 112 с. : ил. — (Библиотека Михаила Яснова. 5+).
- Пасха и весенние православные праздники : чтение для детей : [Истории о событиях праздников. Традиции празднования. Рассказы. Стихи / авт.-сост. Волкова Н. Г., Максимова М. Г.]; худож. Д. Лапшина. — Москва : Никея, 2019. — 189 с. : ил. — (Никея — детям).

## Переводы
- Олферс С. Детки-бабочки — М: РИПОЛ классик, 2013.
- Олферс С. Ивушка — фея ветра — М: РИПОЛ классик, 2013.
- Олферс С. Пир у царя зверей — М: РИПОЛ классик, 2013.
- Райли Э. Король Понтовые Штаны и Зловредный император — М: АСТ, 2018. — 224 с.
- Рождество гномов — М: РИПОЛ классик, 2012. — [46] с.
- Хопгуд С. Крокодил, мне пора — ухожу я с утра! — М: Хоббитека, 2019. — 32 с. — (Сказки на ночь).
- Чокши Р. Ару Ша и Конец Времён — М: АСТ, 2019. — 415 с.

## О жизни и творчестве
- Волкова, Н. Движение к книге : [размышления о проблеме чтения детей в современном обществе] / Наталия Волкова // Литературная газета. — 2014. — 12-18 февр. — Вкл. Словесник. — С. 2. — Фот. — (Большая малая литература).
- Литература для детей: новое и интересное : [детские писатели отвечают на вопросы Круглого стола, посвящённого современной детской литературе] / Т. Рик [и др.] // Обруч: образование, ребёнок, ученик. — 2015. — № 2. — С. 3-7. — Портреты детских писателей и краткая информация о творчестве. — (Проблема).
- Богатырёва Н. «Хороших мыслей семечки» : [рецензия на книгу «Детская литература: новые имена» (Москва : Фонд СЭИП, 2016)] // Читаем вместе. — 2016. — № 11. — С. 31. — Ил.
- Богатырёва Н. Радость познания от «Насти и Никиты» : [рецензия на книгу Н. Волковой «Метро. Подземный город» (Москва : Настя и Никита, 2016)] // Читаем вместе. — 2017. — № 1. — С. 31. — (Читаем с родителями).
- Богатырёва Н. Наталия Волкова: «Пусть всегда будет выбор!» : [рецензия на книгу Н. Волковой «Разноцветный снег» (Москва : КомпасГид, 2018)] // Читаем вместе. — 2018. — № 7. — С. 37. — (Читаем без родителей).
- Богатырёва Н. Об интеллектуальных новгородцах и русском Карлсоне : [рецензия на книгу Н. Волковой «Дреби-Дон» (Москва : Настя и Никита, 2018)]. — Читаем вместе. — 2018. — № 8-9. — С. 37. — (Читаем с родителями).
- Борода Е. Разговор о бессмертии : о книге Наталии Волковой «Разноцветный снег» : [рецензия] // Библиотека в школе : журн. изд. дома «Первое сентября». — 2019. — № 3-4. — С. 29-30. — (Книга подана) (Остров сокровищ).
- Гости «Литератулы». Наталия Волкова. — Текст : электронный // Литератула : сайт. — (дата обращения: 16.01.20).
- Королевский бутерброд, бегемот и компот : интервью с Натальей Волковой. — Текст : электронный // Переплёт : сайт. — (дата обращения: 16.01.20).
- Наталия Волкова : Биография ; Эссе ; Книги ; Блиц-опрос. — Текст : электронный // Живые лица : навигатор по современной детской отечественной литературе : сайт. — (дата обращения: 21.01.20).
- Наталия Волкова. Стихи. — Текст : электронный // Библиогид : сайт. — (дата обращения: 21.01.20).
- «У меня есть тайный остров» : [интервью с писательницей Н. Волковой]. — Текст : электронный // Рамблер : сайт. — (дата обращения: 16.01.20).
- Голоса детских писателей / Наталия Волкова. Автор: Тульская областная детская библиотека (© ГУК ТО РБИК)

## Премии, награды
- 2011 — дипломант IV Международного конкурса художественной и научно-популярной детской и юношеской литературы им. А. Н. Толстого (стихи для детей, изданные в серии «Настя и Никита»)
- 2012 — лауреат III Международного конкурса им. С. В. Михалкова (сборник стихов «На белом листочке»)
- 2016 — победитель XI конкурса Международной литературной премии им. П. П. Ершова в номинации «Связь времён» (познавательная литература) (книга Наталии и Василия Волковых «Профессии старой России»)
- 2017 — диплом Международной литературной премии им. В. П. Крапивина (повесть «Разноцветный снег»)